# 焚身
《焚身》（英語：Burning）是2022年香港的一套懸疑惊悚愛情片，由劉偉恆執導，鄭嘉穎、陳靜、朱晨麗領銜主演。

## 演員
- 鄭嘉穎 飾 林遠志：醫生
- 陳靜 飾 方瑜 （本片終極大反派）
- 朱晨麗 飾 林遠志太太
- 黃嗣舜 飾 林思朗：林遠志兒子
- 羅蘭 飾
- 蘇志威 飾
- 陳嘉倩 飾
- 張敬仁 飾

## 外部連結
- 焚身的Facebook專頁
- 香港影庫上《焚身》的資料（繁體中文）
- 豆瓣电影上《焚身》的資料 （简体中文）
- 互联网电影数据库（IMDb）上《焚身》的资料（英文）